# Ann-Cristin Vuolo Junros
Ann-Cristin Vuolo Junros, född Wuolo 4 september 1962, är en svensk professionell skytt, främst inom 10 m luftgevär. Hon tävlade bland annat för klubbarna Malmberget-Kos SF samt Gillets SpS och blev fyrfaldig svensk mästare i grenen åren 1979, 1986, 1988 och 1990. Hon fick även internationell uppmärksamhet för sina rekordresultat.

## Karriär
Ann-Cristin Vuolo Junros tog sina SM-guld i Svenska mästerskapen i sportskytte i 10 m luftgevär åren 1979, 1986, 1988 och 1990.
Under Europamästerskapen i 10m luftgevär 1986, som hölls i Esbo i Finland, kom hon tillsammans med Anita Karlsson och Anette Olsson på en andra plats och tog silver för Sverige.
1988 noterades hon för ett rekordresultat på 396 poäng i damklassen för 10 m luftgevär (40 skott, maxresultat 400 poäng). Detta resultat förde in henne i Guinness Rekordbok.
Vid världsmästerskapen i skytte 1990 i Moskva placerade sig Ann‑Cristin Vuolo Junros på 15:e plats med 389 poäng.

## Meriter
- SM-guld i 10 m luftgevär: 1979, 1986, 1988, 1990
- EM-silver i 10 m luftgevär: 1986
- Rekordresultat: 396 poäng i 10 m luftgevär, 1988

## Eftermäle
Ann-Cristin Vuolo Junros namn omnämns inom modernt luftgevärsskytte. En artikel i NSD belyser hur nutida talanger inom skytte refererar till hennes prestationer och arv.